# Saison 2 de Outer Banks

Cet article présente le guide des épisodes de la deuxième saison de la série télévisée américaine Outer Banks.
Chronologie
Saison 1 Saison 3

## Synopsis de la saison
La fortune en vue et leur avenir en jeu, les Pogues foncent tête baissée vers le danger et un nouveau mystère en affrontant des adversaires anciens et nouveaux.

## Distribution

### Acteurs principaux
- Chase Stokes (VF:Donald Reignoux): John Booker « John B. » Routledge
- Madelyn Cline (VF:Alice Taurand): Sarah Cameron
- Madison Bailey (VF:Aurélie Konaté): Kiara « Kie » Carrera
- Rudy Pankow (VF:Tom Trouffier): JJ Maybank
- Jonathan Daviss (VF:Mike Fédée): Pope Heyward
- Drew Starkey (VF:Juan Llorca): Rafe Cameron
- Charles Esten (VF:Cyrille Artaux): Ward Cameron
- Austin North (VF:Jim Redler): Topper Thorntorn

### Acteurs récurrents
- Julia Antonelli (VF: Justine Bazin): Wheezie Cameron, la petite sœur de Sarah.
- Caroline Arapoglou (VF: Peggy Martineau) : Rose Cameron, la belle-mère de Sarah.
- Elizabeth Mitchell  (VF: Dominique Vallée): Carla Limbrey
- Carlacia Grant (VF: Déborah Godefroy): Cléo
- Deion Smith (VF: Jonathan Le Guillou): Kelce
- Nicholas Cirillo (VF: Taric Mehani): Barry
- E. Roger Mitchell (VF: Jean-Baptiste Anoumon): M. Heyward, le père de Pope
- Samantha Soule (VF: Christine Lemler):  Anna Carrera, la mère de Kiara
- Marland Burke: Mike Carrera, le père de Kiara
- Gary Weeks (VF: Loïc Guingand):  Luke Maybank, le père de JJ
- Cullen Moss (VF: Stéphane Bazin): Le shérif Shoupe